# Сант-Агата-суль-Сантерно
Сант-Агата-суль-Сантерно, Сант'Аґата-суль-Сантерно (італ. Sant'Agata sul Santerno) — муніципалітет в Італії, у регіоні Емілія-Романья,  провінція Равенна.
Сант-Агата-суль-Сантерно розташований на відстані близько 290 км на північ від Рима, 45 км на схід від Болоньї, 27 км на захід від Равенни.
Населення — 2907 осіб (2014).
Щорічний фестиваль відбувається 5 лютого. Покровитель — Sant'Agata.

## Демографія
Населення за роками:

Станом на 1 січня 2023 року в муніципалітеті офіційно проживало 340 іноземців з 23 країн, серед них 137 громадян країн Євросоюзу та 13 громадян України.

## Сусідні муніципалітети
- Луго
- Масса-Ломбарда